# Howard Phillips Lovecraft nella cultura di massa

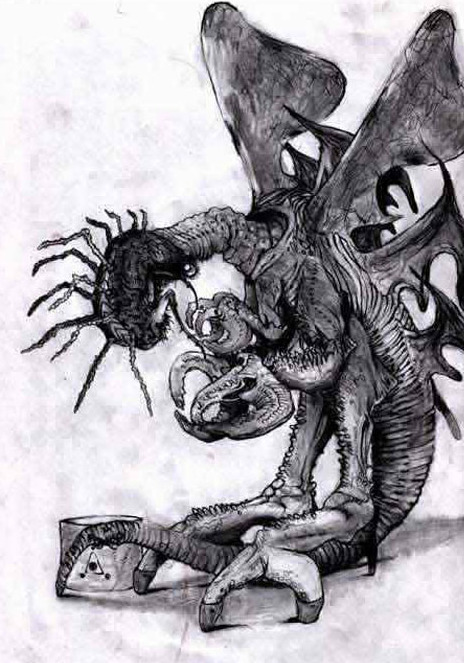
Un mi-go, una delle tante creature mostruose presenti nei libri di H. P. Lovecraft.

Diversi elementi degli scritti di Howard Phillips Lovecraft, in particolare dei Miti di Cthulhu e del Necronomicon, sono stati spesso utilizzati nella cultura popolare come modelli stilistici per ambientazioni e personaggi orribili o soprannaturali, dal carattere fortemente lovecraftiano, cioè reminiscente delle opere di Lovecraft.
Molti sono gli scrittori che hanno collaborato con Lovecraft, come Clark Ashton Smith, Robert Ervin Howard e Fritz Leiber, attingendo a loro volta alle sue opere; Stephen King e Neil Gaiman sono invece tra gli autori moderni maggiormente influenzati dai racconti lovecraftiani. Anche alcuni fumetti hanno tratto ispirazione, seppur in minima parte o solo in alcuni numeri, dall'opera di Lovecraft, tra cui Batman, Dylan Dog, Métal Hurlant, Martin Mystère,Magico Vento, Soul Eater, Dampyr e Zagor.
Tra le pellicole cinematografiche in parte tratte dalle opere dello scrittore vi sono La città dei mostri, ...e tu vivrai nel terrore! - L'aldilà, Paura nella città dei morti viventi, Re-Animator, Jason va all'inferno, Il seme della follia e Dagon - La mutazione del male, oltre alla serie La casa. Anche alcune serie televisive contengono, in alcuni episodi, riferimenti ai Miti di Cthulhu, tra le quali South Park, Doctor Who, Supernatural, Andromeda e Warehouse 13, Le terrificanti avventure di Sabrina e Cabinet of Curiosities.
La musica, in particolare l'heavy metal, è il campo che ha maggiormente risentito dell'opera di Lovecraft, dedicando album o singoli alle sue creature; tra i gruppi musicali influenzati dallo scrittore vi sono Black Sabbath, Iron Maiden, Metallica, Mercyful Fate, Cradle of Filth, 1349, Therion, Nile, Blue Öyster Cult, GWAR e Rage. Due band hanno scelto di chiamarsi con in nome dell'artista di Providence, i H. P. Lovecraft e i Lovecraft.
Anche alcuni giochi e videogiochi hanno tra le loro caratteristiche elementi che richiamano la filosofia e l'universo lovecraftiano; tra questi vi sono Terraria sviluppato da Re-Logic, Alone in the Dark, Call of Cthulhu: Dark Corners of the Earth, Dark Project: L'ombra del ladro, Il richiamo di Cthulhu, The Elder Scrolls IV: Oblivion, Amnesia: The Dark Descent, The Witcher, Silent Hill, Fallout 3, Tales of Symphonia, e Bloodborne.

## Letteratura

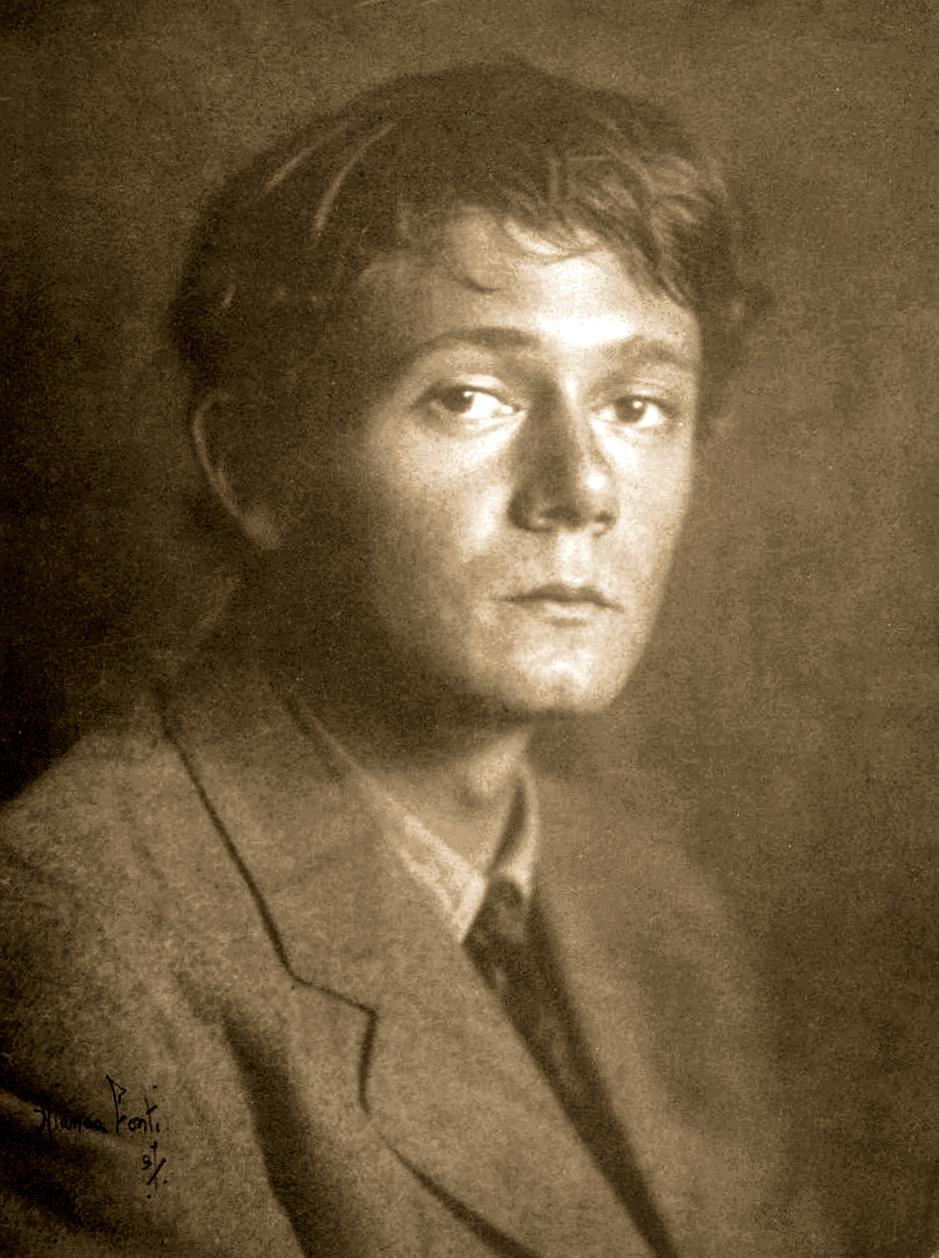
Clark Ashton Smith, amico e collaboratore di Lovecraft

L'opera di Lovecraft ha ispirato, nel corso degli anni, numerosi scrittori che, talvolta con l'approvazione dello stesso autore di Providence, hanno pubblicato racconti brevi in qualche modo collegati alle sue tematiche, spesso inseriti in raccolte e indicati come Miti di Cthulhu. Nei primi anni venti, Clark Ashton Smith ebbe degli stretti rapporti con Lovecraft, che si protrassero fino alla metà degli anni trenta. Questo legame li portò spesso a collaborare alla creazione di toponimi e di divinità fantastiche per le loro storie; nella rivista Weird Tales vennero pubblicati alcuni dei racconti di Ashton Smith che sono stati direttamente influenzati dall'opera lovecraftiana, come Ubbo-Sathla, Colui che cammina nella polvere, La vendetta dello stregone e La progenie senza nome. Anche August Derleth fu corrispondente e amico di Lovecraft, attingendo fortemente alle sue pubblicazioni in alcuni racconti come L'abitatore delle tenebre, Il guardiano della soglia, La finestra della soffitta e La cosa che camminava nel vento. Derleth e Donald Wandrei, noto anch'egli per i suoi romanzi di fantascienza di ispirazione lovecraftiana, pubblicarono alla morte dello scrittore una vasta collezione che conteneva la maggior parte delle sue storie, contribuendo dunque a renderle note al pubblico.
Alcune prime opere di Robert Bloch, come Quaderno trovato in una casa deserta e Il divoratore giunto dalle stelle, furono segnate dall'influsso di Lovecraft, ambientando molti suoi racconti nel mondo dei Miti di Cthulhu; lo scrittore di Providence gli dedicò L'abitatore del buio, il cui protagonista, Robert Blake, è in effetti un alter ego dello stesso Bloch. Tra coloro che divennero membri del "circolo Lovecraft" vi fu Robert Ervin Howard; Howard infatti scrisse quattro testi che vennero poi considerati parte del Ciclo di Cthulhu, La Pietra Nera, La cosa sopra il tetto, Non scavatemi la fossa e Il fuoco di Assurbanipal. Nel 1944, Fritz Leiber scrisse un saggio su Lovecraft intitolato Il Copernico letterario; Il terrore dagli abissi è una delle sue storie maggiormente influenzate dall'autore di Providence.

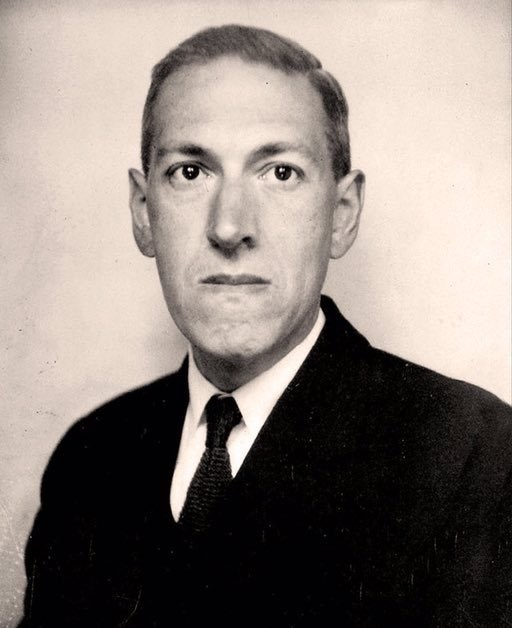
Howard Phillips Lovecraft

Molti sono anche gli autori che, pur non avendolo frequentato direttamente, hanno tratto dalle sue opere parte delle loro caratteristiche; tra questi vi sono Ray Bradbury, e Stephen King, con due racconti, Jerusalem's Lot, pubblicato nella raccolta A volte ritornano, e Crouch End, che fa parte di Incubi & deliri. In A Study in Emerald, nella raccolta Shadows Over Baker Street del britannico Neil Gaiman vi è una serie di racconti dove i Miti di Cthulhu sono investigati da Sherlock Holmes; nel romanzo American Gods invece, durante un sogno, viene descritto un mostro dalle caratteristiche simili a quelle di Cthulhu, mentre è protagonista diretto del racconto Io, Cthulhu. Robert Hayward Barlow, amico e lontano cugino di Lovecraft, che fu anche autore di collaborazioni con lo scrittore di Providence, come Universi che si scontrano, Finché tutti i mari... e Il match di Fine Secolo, scrisse nel 1944 Il vento tra l'erba. Un ricordo di H.P. Lovecraft in Florida. In E un'altra cosa..., ultimo capitolo della serie Guida galattica per gli autostoppisti, scritto non da Douglas Adams ma da Eoin Colfer, Cthulhu richiede lo status di dio del pianeta Nano, ma viene rifiutato perché può essere ucciso.
Nella Trilogia Illuminatus! di Robert Shea e Robert Anton Wilson, sono frequenti le allusioni alle opere di Lovecraft, sia nei personaggi (ad esempio, Robert Harrison Blake e Henry Armitage), sia nelle creature (come Tsathoggua e Yog-Sothoth), sia nei libri (Necronomicon, Unaussprechlichen Kulten); lo stesso scrittore è un personaggio di questa trilogia, così come sua zia Annie Gamwell e Hart Crane. Anche la serie di racconti di Mark Ellis Outlanders presenta numerosi elementi dei Miti di Cthulhu, come i Grandi Antichi. Nel 1993, George Alec Effinger ha pubblicato un'antologia intitolata Maureen Birnbaum, Barbarian Swordsperson, nella quale è presente una parodia dei racconti di Lovecraft. Colin Wilson, in The Philosopher's Stone, descrive la nascita del genere umano e dei Grandi Antichi. Nel romanzo di Christopher Moore, La commedia degli orrori, un personaggio di nome Howard Phillips è ossessionato da alcune creature che chiama "Antichi".
Al di fuori dei paesi anglosassoni, Jorge Luis Borges dedicò "alla memoria di H.P. Lovecraft" il racconto There are more things, nella raccolta Il libro di sabbia del 1975; tuttavia lo scrittore argentino lo definì "mediocre". Lo scrittore francese Michel Houellebecq ha scritto un saggio sull'opera di Lovecraft: Contro il mondo, contro la vita. In Italia, Giorgio Manganelli ha dedicato a Lovecraft uno dei saggi del suo libro La letteratura come menzogna. Paolo Agaraff ha scritto tre romanzi, Le rane di Ko Samui, Il sangue non è acqua e Il quinto cilindro, che si ispirano anche ai Miti di Cthulhu. Come racconti si ricordano "Jolanda e i figli del mare" sempre di Agaraff e, con l'eteronimo di Pelagio D'Afro e in collaborazione con Valerio Evangelisti, il racconto apocrifo "L'isola della Vergine", basato su una trama solo abbozzata da Lovecraft
. Ne Il pendolo di Foucault di Umberto Eco, un membro della società segreta Tres pronuncia l'incantesimo "I'a Cthulhu! I'a S'ha-t'n!"

## Fumetti
I miti di Cthulhu hanno avuto una notevole rilevanza anche nella fumettistica. Alberto Breccia ha realizzato le versioni grafiche, in bianco e nero, di alcuni racconti di Lovecraft, utilizzando delle tecniche tra l'illustrazione e il collage. La serie, Los mitos de Cthulhu, è composta da nove racconti come La maschera di Innsmouth e Il richiamo di Cthulhu. In Italia sono stati pubblicati sulla rivista Il mago a partire dal 1973, e raccolti in un volume edito da L'isola trovata nel 1978. La versione di Colui che Sussurrava nelle Tenebre è invece del 1979 ed è stata inedita in Italia fino alla pubblicazione, nel 2003, della raccolta completa pubblicata da Comma22. Il primo volume della serie di Mark E. Rogers The Adventures of Samurai Cat è in parte tratto da La maschera di Innsmouth. In Soul Eater invece è presente il Libro di Eibon che costituisce una misteriosa fonte di potere magico; Eibon rappresenta inoltre Shinigami, una personificazione della morte.

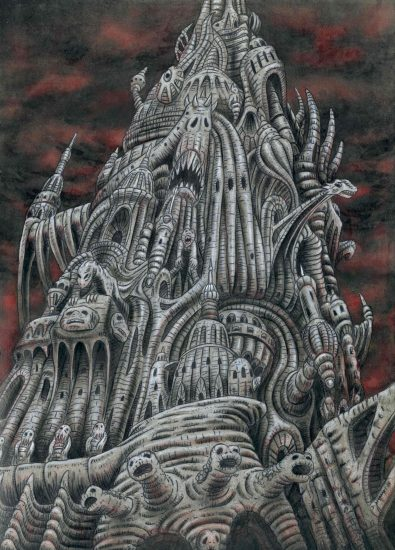
Visioni di un artista ispirate all'opera di Lovecraft

Ancora, nel fumetto di origine statunitense Batman, i nemici del protagonista vengono incarcerati nel manicomio Arkham di Gotham City, nome a cui il fumettista Dennis O'Neil si ispirò pensando alla cittadina di Arkham frutto dell'immaginazione di Lovecraft. In Atomo un personaggio è stato nominato M'Nagalah, nome di uno dei Grandi Antichi di Lovecraft. Nel fumetto Army of Darkness, la saga Army of Darkness vs. Re-Animator unisce gli universi di Herbert West, rianimatore e della pellicola L'Armata delle tenebre, diretta nel 1992 da Sam Raimi. Nel pulp magazine Green Lama, in Green Lama: Unbound, Lance, il Dalai verde, è un eroe degli anni quaranta che combatte contro i nazisti e i loro tentativi di accrescere la potenza di Cthulhu; sono presenti numerose caratteristiche significative tratti dai miti lovecraftiani, tra cui il Necronomicon, Nyarlathotep e R'lyeh.
In Italia, tra i fumetti della Sergio Bonelli Editore, Zagor, Martin Mystère e Magico Vento sono stati protagonisti di storie in cui erano presenti i Grandi Antichi, mentre Dylan Dog, nel numero 18 della serie, Cagliostro!, ha incontrato Lovecraft in persona. Anche nella serie Dampyr ci sono citazioni lovecraftiane, come la strega Asenath Prynn, il cui nome deriva da Asenath Waite de La cosa sulla soglia e da Ludwig Prinn, autore del De Vermis Mysteriis, immaginario grimorio creato da Robert Bloch e inserito dallo stesso Lovecraft ne L'abitatore del buio. Tutta la mitologia che ruota attorno alla serie a fumetti Black Death ideata dallo sceneggiatore Andrea Gallo Lassere e le origini della female villain Zeena LaVey è ispirata alle opere di Lovecraft  Dal 2014 esiste il webcomic Cthulhu Chronicles.
Tra le produzioni più recenti, "HP's Son" scritto da Renato Ruffino e disegnato da Alessio Nocerino e pubblicato dalla rivista Skorpio (Editoriale Aurea)
Molti dei manga e anime di Gō Nagai traggono ispirazione dalle opere di Lovecraft: tra di essi, quelli dai richiami più evidenti agli scritti del Solitario di Providence sono la saga di Devilman e Jeeg Robot d'Acciaio.
Alcuni racconti apparsi sul fumetto francese Métal Hurlant, soprattutto in una raccolta di fumetti horror, sono ispirati ai racconti e ai romanzi di Lovecraft. In Batman/Hellboy/Starman, il personaggio Jack Knight osserva che l'antagonista principale dell'albo, Suggor Yogeroth, sembra uscita da un racconto di Lovecraft e Hellboy risponde affermando che le opere dello scrittore sono parzialmente basate su eventi reali. Anche nello speciale Authority/Planetary: Ruling the World scritto da Warren Ellis compare Howard Phillips Lovecraft che scopre delle uova aliene che preannunciano la fine del mondo. Nel 32º numero di The Brave and the Bold, Aquaman e Etrigan tentano di impedire a Cthulhu, che proviene da un'altra dimensione, di conquistare il mondo. Negli anni duemiladieci il fumettista Alan Moore ha scritto un trittico di fumetti (Neonomicon, Il cortile (The Courtyard) e Providence) ispirati al ciclo di Cthulhu.

## Cinema
Anche il cinema, in particolare l'horror, ha attinto spesso agli scritti di Lovecraft per le proprie sceneggiature. Tuttavia lo scrittore non apprezzava il cinema dell'orrore, che definì, in una lettera a Richard Ely Morse, un "pastone infantile", e asserendo di non voler vedere banalizzata in un adattamento nessuna delle sue opere. Tra i film tratti, anche liberamente, dalle opere di Lovecraft vi sono:

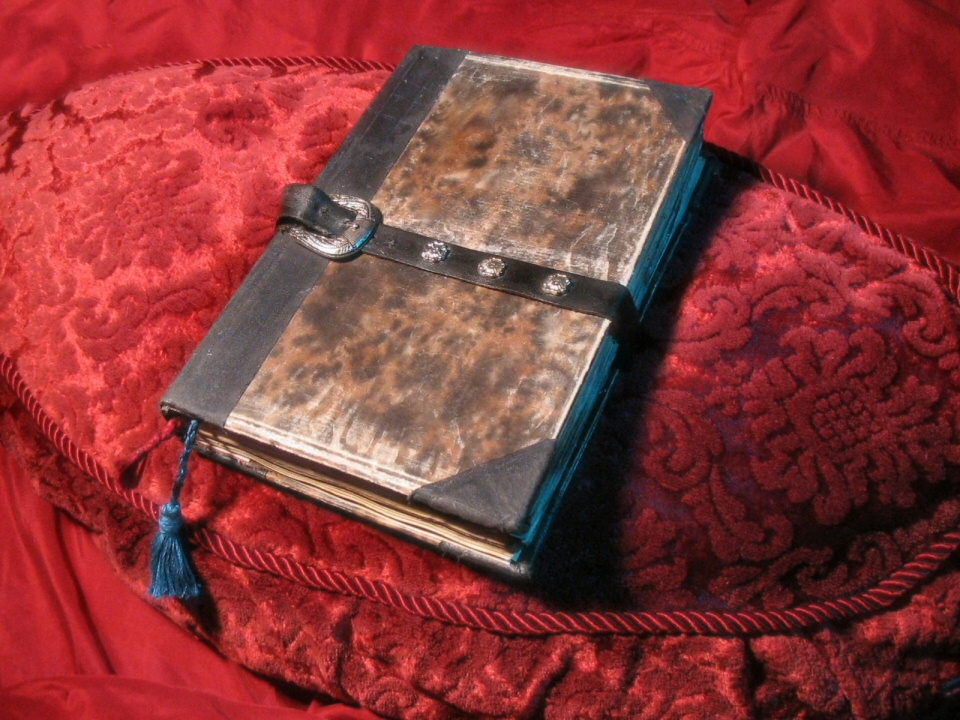
Il Necronomicon ipotizzato da un fan

- La città dei mostri (The Haunted Palace), regia di Roger Corman (1963), tratto da Il caso di Charles Dexter Ward
- La morte dall'occhio di cristallo (Die, Monster, Die), regia di Daniel Haller (1965), tratto da Il colore venuto dallo spazio
- La porta sbarrata (The Shuttered Room), regia di David Greene (1966), tratto da La porta sbarrata (scritto con August Derleth)
- Black Horror - Le messe nere (Curse of the Crimson Altar), regia di Vernon Sewell (1968), tratto da La casa delle streghe
- Le vergini di Dunwich (The Dunwich Horror), regia di Daniel Haller (1969), tratto da L'orrore di Dunwich
- L'isola degli uomini pesce, regia di Sergio Martino (1979)
- Paura nella città dei morti viventi, regia di Lucio Fulci (1980), riferimenti a L'orrore di Dunwich
- Quella villa accanto al cimitero, regia di Lucio Fulci (1981)
- ...e tu vivrai nel terrore! - L'aldilà, regia di Lucio Fulci (1981), riferimenti al libro di Eibon
- La casa (The Evil Dead), regia di Sam Raimi (1981), riferimenti a Necronomicon
- Re-Animator, regia di Stuart Gordon (1985), tratto da Herbert West: Rianimatore
- From Beyond - Terrore dall'ignoto (From Beyond), regia di Stuart Gordon (1986), tratto da From Beyond
- La fattoria maledetta (The Curse), regia di David Keith (1987), tratto da Il colore venuto dallo spazio
- La casa 2 (Evil Dead II: Dead by Dawn), regia di Sam Raimi (1987), riferimenti a Necronomicon
- La creatura (The Unnamable), regia di Jean-Paul Ouellette (1988), tratto da L'innominabile
- Re-Animator 2 (Bride of Re-animator), regia di Brian Yuzna (1990), tratto da Herbert West: Rianimatore
- Omicidi e incantesimi (Cast a Deadly Spell), regia di Martin Campbell (1991)
- The Resurrected, regia di Dan O'Bannon (1992), tratto da Il caso di Charles Dexter Ward
- L'armata delle tenebre (Army of Darkness), regia di Sam Raimi (1992), riferimenti a Necronomicon
- Jason va all'inferno (Jason Goes to Hell: The Final Friday), regia di Adam Marcus (1993), riferimenti a Necronomicon
- The Lurking Fear, regia di C. Courtney Joyner (1994), tratto da The Lurking Fear
- Il seme della follia (In the Mouth of Madness), regia di John Carpenter (1994), tratto da Alle montagne della follia
- Hemoglobin - creature dall'inferno (Bleeders), regia di Peter Svatek (1997), tratto da The Lurking Fear
- Cool Air, regia di Bryan Moore (1999), tratto da Cool Air
- Dagon - La mutazione del male (Dagon), regia di Stuart Gordon (2001), tratto da La maschera di Innsmouth e Dagon
- Hellboy, regia di Guillermo del Toro (2004), esseri cosmici simili a Cthulhu
- The Eldritch Influence: The Life, Vision and Phenomenon of H.P. Lovecraft, regia di Shawn R. Owens - documentario (2003)
- H.P. Lovecraft - Ipotesi di un viaggio in Italia, regia di Federico Greco e Roberto Leggio - documentario (2004)
- Il mistero di Lovecraft - Road to L., regia di Federico Greco e Roberto Leggio - documentario (2005)
- Alone in the Dark, regia di Uwe Boll (2005)
- Il custode (Mortuary), regia di Tobe Hooper (2005), tratto da The Call of Cthulhu
- The Call of Cthulhu, regia di Andrew Leman (2005), tratto da Il richiamo di Cthulhu
- Cthulhu, regia di Dan Gildark (2007), tratto da La maschera di Innsmouth
- The Whisperer in Darkness, regia di Sean Branney (2011), tratto da Colui che sussurrava nelle tenebre
- Il colore venuto dallo spazio (Color Out of Space), regia di Richard Stanley (2019), tratto da Il colore venuto dallo spazio

- Aquaman, regia di James Wan (2018) numerose citazioni attorno a Lovecraft[59]

## Televisione

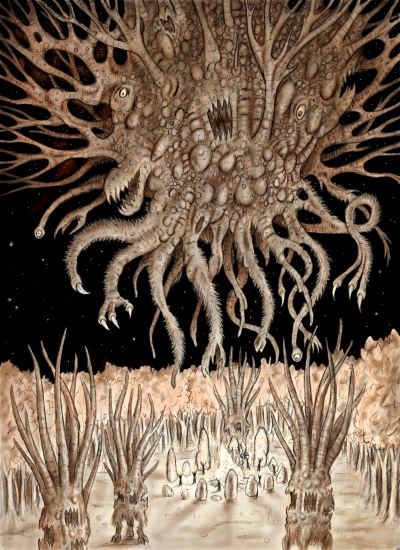
Shub-Niggurath, divinità dei miti di Lovecraft

Per quanto riguarda la televisione, nella serie animata South Park Cthulhu compare nel 12º e 13º episodio della quattordicesima stagione per conquistare il mondo (assieme a "The Coon", ossia Eric Cartman, uno dei protagonisti della serie), dopo essere stato risvegliato a causa dei danni provocati dalle trivellazioni scellerate della BP. Invece, nel prologo del ventunesimo episodio della sesta stagione di Supernatural, Let It Bleed, ambientato a Providence il 15 marzo 1937, Howard Phillips Lovecraft viene ucciso da un'entità soprannaturale poco dopo aver finito di scrivere The Hunter of the Dark.
Il personaggio di nome Hasturi della serie Andromeda fa riferimento sia ad Hastur, sia a Abdul Alhazred, l'arabo pazzo; inoltre vi è una distesa spaziale conosciuta come "la capra nera con un migliaio di giovani", un riferimento a Shub-Niggurath. Babylon 5: Thirdspace è invece direttamente basato sulle opere di Lovecraft, sebbene non ne utilizzi le denominazioni precise, così come la serie Doctor Who, nella quale appaiono molti dei Grandi Antichi. Anche un episodio della serie Masters of Horror intitolato La casa delle streghe è tratto da un'opera lovecraftiana, così come molte puntate di Mistero in galleria.
In Fanboy e Chum Chum è presente un Necronomicon, che il maghetto Kyle utilizza per lanciare incantesimi; il libro è presente anche nell'episodio La caduta del cavaliere della serie Dr. House - Medical Division. Anche Scooby-Doo - Mystery, Inc., Le tenebrose avventure di Billy e Mandy e The Real Ghostbusters presentano numerosi episodi elementi direttamente riconducibili alle opere di Lovecraft. Nell'episodio in due parti di Justice League intitolato "The Terror Beyond" sono presenti i Grandi Antichi, il cui leader è un essere extra-dimensionale di nome Ichthultu.
Cthulhu e il suo autore compaiono inoltre nella sigla di apertura dell'episodio La paura fa novanta XXIV, ventiquattresimo special di halloween de I Simpson, diretto dal regista messicano Guillermo del Toro.
Nell'anime Bungo Stray Dogs appare un personaggio di nome Lovecraft capace di trasformarsi in un mostro tentacolare che ricorda Cthulu.
Nella serie TV Cabinet of Curiosities il quinto episodio, Il modello di Pickman ("Pickman's Model"), riprende l'omonima storia breve di Lovecraft, modificandola e ampliandola.
Si osservano elementi del ciclo letterario anche nel franchise di Ben 10: l'aspetto di Vlgax, molto simile a Chtulhu tranne l'assenza di ali; l'entità sovrumana e stellare Dagon che vuole dominare il mondo, con cui Vigax si fonde; il nome Miskatonic che compare nell'università alla quale Gwen Tennyson si iscrive.

## Giochi e videogiochi
Anche nel settore ludico, i testi di Lovecraft e i miti di Cthulhu hanno avuto larga diffusione. Nel gioco da tavolo Arkham Horror della Chaosium (e riveduto e ristampato dalla Fantasy Flight Games), i giocatori hanno come scopo il respingimento di un Grande Antico dalla Terra; gli abitatori del profondo invece sono spesso citati in The Legacy: Realm of Terror.

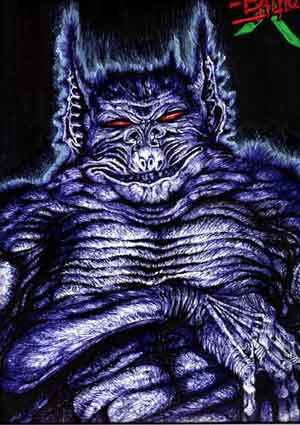
Tsathoggua, uno dei Grandi Antichi

Il gioco di ruolo Il Richiamo di Cthulhu edito da Chaosium, dove i giocatori impersonano gli investigatori dell'occulto; nei primi anni novanta fu creato, sempre da Chaosium, un supplemento per giocare a Il richiamo di Cthulhu in un'ambientazione contemporanea chiamato Cthulhu Now. Un'altra ambientazione moderna è Delta Green della Pagan Publishing, in cui una controcospirazione di membri delle agenzie governative statunitensi è impegnata contro i miti di Cthulhu. Nel futuro prossimo è invece ambientato Cthulhupunk della Steve Jackson Games che mescola i miti di Cthulhu con il cyberpunk. Infine, sempre di ambientazione moderna, si segnala Project Octopia della Wild Boar Edizioni, ispirato ai racconti di tema lovecraftiano raccolti nell'antologia Onda d'abisso.
Ambientazioni analoghe, tipiche dello stile dello scrittore di Providence, si trovano anche al gioco di carte collezionabili Il richiamo di Cthulhu, edito da Fantasy Flight Games. Il gioco di carte non collezionabile Munchkin ha pubblicato un'espansione dal nome Munchkin Cthulhu, parodistica dell'universo lovecraftiano. Inoltre, alcune razze presenti in Dungeons and Dragons rimandano a creature della mitologia di Lovecraft. Un altro gioco di carte che parodia i miti di Cthulhu è Creature e Cultisti, pubblicato inizialmente nel 1993 come supplemento della rivista The Unspeakable Oath in cui i giocatori controllano un culto che cerca di evocare un grande antico..

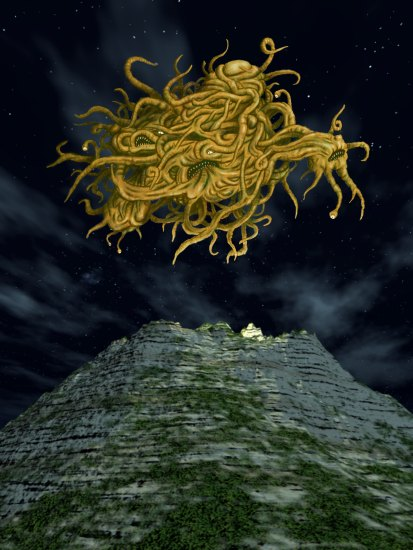
Yog-Sothoth, divinità presente nei Miti di Cthulhu

Nel campo dei videogiochi, nonostante le sue storie contengano sostanzialmente poca azione, enfatizzando invece l'atmosfera e i luoghi, numerosi sono i titoli che si sono ispirati al Ciclo di Cthulhu. La software house Infogrames ha prodotto diversi giochi ispirati all'universo di Lovecraft: nella serie di Alone in the Dark, in particolare nel primo episodio, ci sono vari riferimenti alle opere dell'autore di Providence. Un altro gioco con ambientazioni e tematiche prettamente lovecraftiane è Shadow of the Comet, sempre della Infogrames, a cui segue Prisoner of Ice, così come i videogiochi della serie Penumbra. Inoltre è stato prodotto, da parte di Bethesda Softworks, uno sparatutto in prima persona intitolato Call of Cthulhu: Dark Corners of the Earth, ispirato principalmente al racconto La maschera di Innsmouth. Anche Penny Arcade Adventures: On the Rain-Slick Precipice of Darkness è largamente ispirato ai racconti lovecraftiani. Molti elementi inerenti alle creature e ai miti di Lovecraft appaiono anche in Spaltterhouse, in Dark Project: L'ombra del ladro, in Sam & Max: The Devil's Playhouse e in Scribblenauts.
Anche il videogioco Necronomicon della Wanadoo edition è totalmente ispirato alle storie di Lovecraft, mentre Eternal Darkness: Sanity's Requiem della Silicon Knights, pur non comprendendo elementi di mitologia lovecraftiana, riprende la struttura e l'atmosfera dei suoi scritti. Lo sparatutto in prima persona Quake contiene mostri molto simili alle creature dei Miti di Cthulhu: uno dei designer del gioco, Sandy Petersen, è l'autore del gioco di ruolo da tavolo Il richiamo di Cthulhu. Alcuni riferimenti si possono trovare anche in un altro sparatutto in prima persona, Blood. In The Elder Scrolls IV: Oblivion vi è una missione che nella lingua originale s'intitola A Shadow over Hackdirt, un adattamento de La Maschera di Innsmouth. Come nel racconto, la città in cui si svolge l'azione è abitata da personaggi che venerano segretamente dei mostri marini; inoltre Dagon è parte del nome della divinità daedrica della distruzione e del cambiamento, "Mehrunes Dagon", che ha maggiore rilevanza in quest'ultimo episodio rispetto ai precedenti. Anche Shadow Hearts: From the New World è ambientato nell'universo lovecraftiano. Amnesia: The Dark Descent ha tratto ispirazione, in parte, dai racconti di Lovecraft, in particolare da L'estraneo.
Il game designer Shin Megami Tensei costruisce molti dei suoi videogiochi sui miti di Cthulhu, specialmente per quanto riguarda la serie Persona. L'avventura grafica Sherlock Holmes: Il risveglio della divinità della Frogwares ha come protagonisti Sherlock Holmes e John Watson che indagano su una serie di crimini collegati ad una setta di adoratori di Cthulhu. Anche The Witcher contiene esplicite citazioni dell'opera di Lovecraft, in particolare in riferimento al dio Dagon. La serie a tema horror Silent Hill, così come l'omonimo film, è ispirata ai Miti di Cthulhu: vi sono numerosi riferimenti e citazioni a vari racconti di Lovecraft. In Fallout 3, videogioco di ambientazione post-atomica della Bethesda Softworks, all'interno degli uffici dell'edificio Dunwich, si possono trovare degli olonastri di un certo "Jaime", un ragazzo in cerca di suo padre, fuggito con uno strano libro. Ascoltando tutte le registrazioni, ed essendo testimoni della sua "trasformazione", il ragazzo nominerà "Alhazred", l'autore del Necronomicon, libro presente anche in una missione secondaria di Tales of Symphonia; Abdul Alhazred è anche il nome del principale antagonista di King's Quest VI: Heir Today, Gone Tomorrow. Nello Scream Fortress Update 2011 di Team Fortress 2 viene citata una parodia del Necronomicon, chiamata Bombinomicon, la quale ha privato il Demoman del suo occhio quando ha tentato di leggerlo. Sconfiggendo il boss Monoculus durante l'update è possibile sbloccare una spilla a forma di Bombinomicon.
Nel gioco di carte giapponesi Force of Will sono presenti carte ispirate alla mitologia lovecraftiana; ricordiamo in particolare le carte Abitatore del Profondo della serie Fiaba della Luna Scarlatta, il ruler Abdul Alzhared e la carta Necronomicon della serie Il castello volante e le due torri. Nella serie Il ritorno della principessa della luna viene introdotto un nuovo ciclo di risonatori ed un ruler ispirati a diverse divinità e creature dei racconti di Lovecraft.
Altro videogioco che si rifà ampiamente agli scritti di Lovecraft è il gioco di strategia e di fantascienza X-COM: Terror from the Deep. In esso è narrato l'invasione di una razza di creature aliene, chiamate Profondi, simili a incroci tra uomini e pesci (aspetto chiaramente ispirato agli Abitatori del Profondo) e rimaste sommerse negli oceani, che vivono in una città sottomarina chiamata T'leh (riferimento alla lovecraftiana R'lyeh) e che sono capeggiati da una creatura tentacolata, addormentata all'interno di una tomba, e chiamata Il Grande Sognatore (altro riferimento lovecraftiano, questa volta a Cthulhu).
Nel 2015 la software house giapponese FromSoftware ha pubblicato per PlayStation 4 l'action RPG Bloodborne, seguito spirituale della serie "Souls". Bloodborne è, per tematiche e ambientazioni, profondamente ispirato dalle opere di Lovecraft.
Anche in World of Warcraft sono presenti diversi accenni più o meno espliciti all'universo Lovecraftiano: dai nomi di alcuni personaggi non giocanti (Dagun, Dextren Ward, Herbert Halsey...) che riprendono i nomi di altrettanti personaggi ideati da Lovecraft, all'utilizzo del concetto di Antichi Dei per rappresentare alcune tra le entità più potenti dell'universo di Warcraft, che anche in questo caso traggono ispirazione dalle loro controparti originali sia nel nome che nell'aspetto (C'Thun/Cthulhu, Yogg-Saron/Yog-Sothoth), fino al nome del pianeta dove ogni giocatore parte quando comincia a giocare (Azeroth/Azathoth).
In Fallout 4 troviamo riferimenti al "Modello Pickman" nell'omonima galleria di Boston. Nella serie inoltre troviamo i Figli dell'Atomo dediti ad adorare il Dio dell'Atomo, il culto prevede l'adorazione di materiale radioattivo, si nota la similitudine con la divinità Azathoth, la quale per essere evocata richiede materiale fissile. Sempre nella serie troviamo i ghoul.

## Musica
La musica è uno dei campi culturali in cui le opere di Lovecraft hanno avuto una maggiore influenza; due sono i gruppi musicali che hanno scelto di chiamarsi come lo scrittore di Providence: gli H. P. Lovecraft, band di rock psichedelico degli anni sessanta, e i Lovecraft, gruppo pop rock dei primi anni settanta.
Numerose band, specialmente di genere metal estremo, fanno uso di termini lovecraftiani come Electric Wizard, Celtic Frost, Morbid Angel, Thergothon, Bal-Sagoth e molte altre. Alcuni gruppi hanno dedicato addirittura la propria intera opera a Lovecraft, trattando nei propri testi esclusivamente temi tratti dai suoi racconti. Fra questi possiamo segnalare i Sulphur Aeon.
I Metallica, nel disco del 1984 Ride the Lightning hanno inserito The Call of Ktulu, una traccia strumentale ispirata dalle atmosfere del racconto Il richiamo di Cthulhu. Nel disco successivo, Master of Puppets, uscito nel 1986, è contenuta la canzone The Thing That Should Not Be, il cui testo è ispirato a una novella di Lovecraft, così come All Nightmare Long, inclusa in Death Magnetic del 2008; in particolare, quest'ultima ha tratto ispirazione dai Tindalos. Anche i Black Sabbath, nel loro omonimo primo album, hanno intitolato un brano ad una delle avventure di Lovecraft, Behind the Wall of Sleep. 

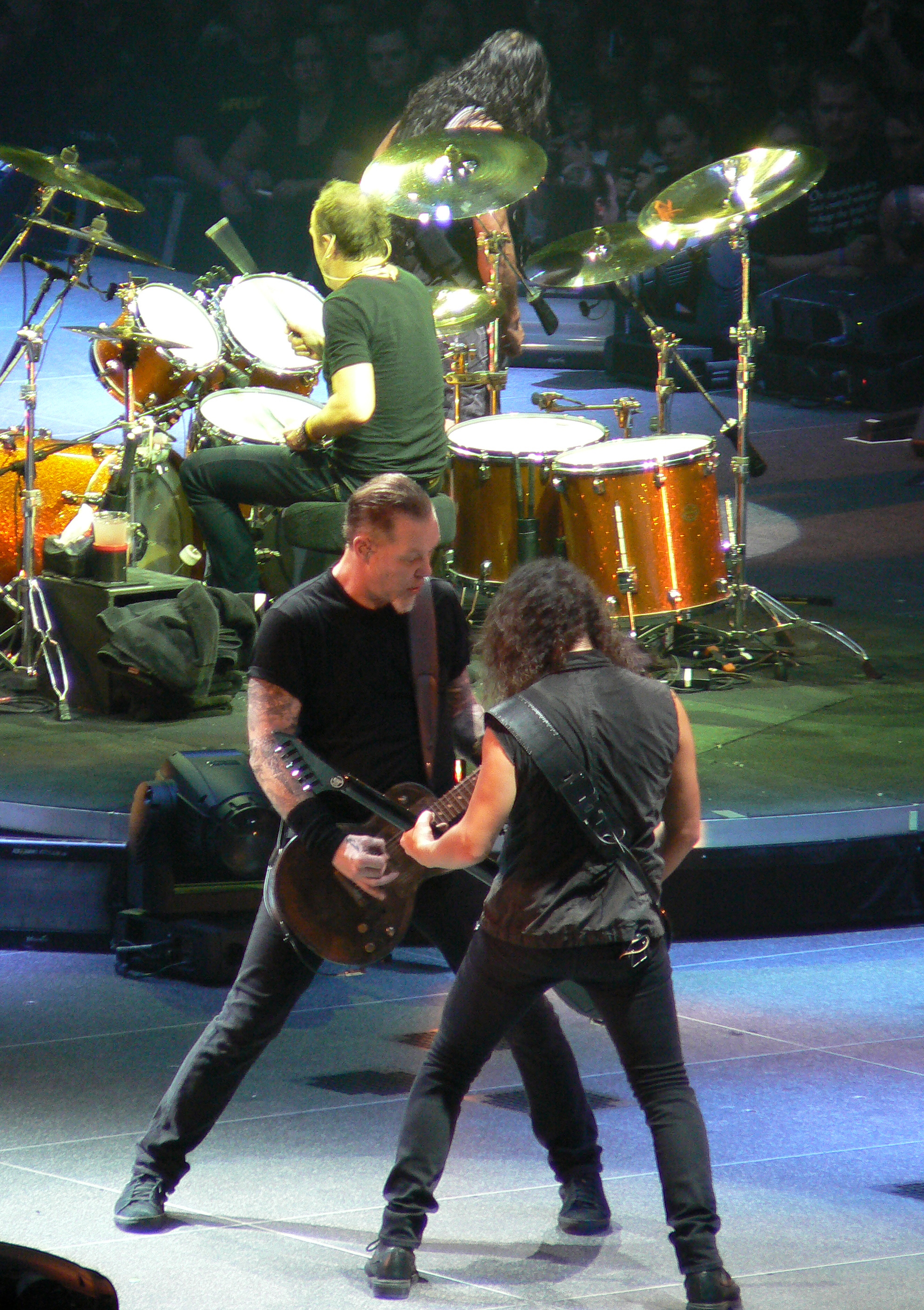
I Metallica sono tra le band che hanno maggiormente attinto alle opere di Lovecraft

La band metal danese Mercyful Fate ha scritto nel 1994 The Mad Arab, che tratta del Necronomicon e del suo autore, Abdul Alhazred, e Kutulu (The Mad Arab, Pt. 2), riguardante l'ascesa di Cthulhu e l'opera dell'arabo sul Necronomicon. Allo stesso libro immaginario, i Nox Arcana hanno dedicato un interno album, intitolato proprio Necronomicon; anche i Rudimentary Peni hanno dedicato un disco ai racconti di Lovecraft, Cacophony. Due canzoni dell'album Hellfire dei 1349 trattano di argomenti strettamente inerenti ai miti di Cthulhu, così come i The Acacia Strain, in Continent, i Therion, in Sirius B e in Beyond Sanctorum, e i Bal-Sagoth, in The Chthonic Chronicles; della stessa creatura hanno scritto i The Black Dahlia Murder in Unhallowed, con Thy Horror Cosmic, e in Deflorate, con Throne Of Lunacy. Il concept album dei Blue Öyster Cult Imaginos è in notevole misura basato sui miti lovecraftiani. I Nile hanno inserito in alcune loro canzoni Cthulhu, Azathoth e i Grandi Antichi.
La band inglese Iron Maiden, oltre a numerosissime altre citazioni inserite all'interno dei loro brani, cita una nota frase di Lovecraft nell'epitaffio di Eddie sulla copertina dell'album Live After Death. Anche i Rage hanno tratto ispirazione per alcune loro canzoni dai racconti di Lovecraft, come Beyond the Wall of Sleep e Shadow Out of Time; quest'ultima, insieme a In a Nameless Time, si ispira al romanzo L'ombra venuta dal tempo. Nell'album The Missing Link del 1993 compare la canzone Lost in the Ice, che narra le vicende de Le montagne della follia, mentre nell'album Soundchaser del 2003 compare la canzone Great old ones che fa riferimento ai Grandi Antichi della cosmologia lovecraftiana. La canzone The Silver Key, dall'album Beyond the Sea, dei Dark Moor è basata sulle Dreamlands di H. P. Lovecraft. I Septic Flesh hanno dedicato una canzone a H.P. Lovecraft intitolata Lovecraft's Death nell'album Communion, mentre la band psychobilly danese Nekromantix ha intitolato una propria canzone Necronomicon. Il dj e produttore canadese Deadmau5 nell'album "4x4=12" ha inserito la traccia "Cthulhu sleeps".
Alcuni riferimenti ai miti di Cthulhu nell'album For Whom the Beat Tolls del rapper Canibus, in Stinking Up the Night dei Death Breath, nell'album Robot Hive/Exodus dei Clutch, in Fallen e The Nephilim dei Fields of the Nephilim e in alcuni brani degli album Midian e Nymphetamine dei Cradle of Filth. A Yog-Sothoth invece fa riferimento Spectre vs Rector del disco dei The Fall Dragnet, mentre The Horror of Yig contenuto in Scumdogs of the Universe degli GWAR tratta di Yig, uno dei Grandi Antichi. Il brano The Silver Key del disco Beyond the Sea dei Dark Moor è direttamente ispirato da La chiave d'argento. Anche i Rage hanno tratto ispirazione dalle opere di Lovecraft per alcune loro canzoni, come Behind the Wall of Sleep, Shadow Out of Time e In a Nameless Time. Persino i Dsa Commando (Gruppo Horrorcore Italiano) citano Lovecraft nella loro canzone "I Tentacoli della Follia" dove udiremo proprio all'inizio del brano una frase scaturita dalla sua mente e per quanto riguarda tutto il resto del brano sarà una continuità di citazioni nei suoi confronti, trasformando la canzone in una vera e propria ode a Lovecraft.
Nel 2012 l'etichetta francese Musea Records pubblica "The Stories of H.P. Lovecraft - A Synphonic Collection", cofanetto contenente tre cd dove numerose band di rock progressivo provenienti da tutto il mondo propongono brani inediti ispirati o riconducibili ai racconti di Lovecraft.
La band italiana Verdena ha pubblicato un brano intitolato "Il Caos Strisciante" nel suo album del 2007 Requiem. Il titolo della traccia è un chiaro riferimento a Nyarlathotep, il messaggero degli Dei il cui soprannome è, appunto, "Il caos strisciante".